# دوقية كاسترو
دوقية كاسترو إقطاعية وسط إيطاليا ، حيث تبنى ولاية بابوية مـُـقـْطعة (مستقلة بحكم الأمر الواقع) و حكمتها أسرة فارنيزي . أُقيمت في سنة 1537 ، جاء مباشرة تحت حكم الكنيسة في 1649. تمثل منطقة صغيرة من أرض إقليم لاتسيو الحالية بمحاذاة توسكانا.
[de:Herzogtum Castro]